# 東邦銀行
株式会社東邦銀行（とうほうぎんこう、英: The Toho Bank, Ltd.）は、福島県福島市に本店を置く地方銀行。同県内を中心に123店舗を展開している福島県最大の金融機関である。

## 概要
福島県および県下多数の市町村の指定金融機関を受託している。東北地方では七十七銀行（宮城県仙台市）に次いで第2位の規模である。海外事務所を全廃するなど地元重視の堅実な経営を続けている。県内での預金シェアは高くまた、貸出金もシェア4割突破を目指して、資金需要の強い郡山地区を重点的に攻略中である。2015年度には、関連会社5社の株式を追加取得して連結子会社化した上、連携をより一層強固にしていく戦略を掲げた。
行名は、「東から光を背負って進む、発展する銀行」という意味が託されている。
1973年に東京証券取引所二部に上場、1974年には同一部に福島県の企業として初めて上場した。

### 発足の経緯
郡山商業銀行、会津銀行、白河瀬谷銀行の3行が1941年に合併したことによって発足した。
福島県においては、明治以降、生糸や米の生産を中核として、電力、紡績、石炭（常磐炭田）といった産業が発展したことを背景に、1907年には38行もの銀行が存在していた。しかし、金融恐慌が発生すると第百七銀行、福島商業銀行、郡山合同銀行などの有力銀行が相次いで破綻し生き残った銀行はわずか11行のみであった。日中戦争勃発により日本全体が戦時体制に移行する中、一県一行主義が推進された。福島県においては小規模ながら堅実な経営により存続していた郡山商業銀行、会津銀行、白河瀬谷銀行の3行を合併させ、合同銀行の中核とする方針が大蔵省より打ち出され、3行に合併の勧奨がなされた。早期から国策に協力的であった郡山商業銀行と同族経営の白河瀬谷銀行においては合併の方針が早くに決定した。しかし、財界の有志の結集により発足した会津銀行においては、株主による根強い合併反対運動があったものの、国策に抗うことはできず、最終的には合併の方針となった。1941年6月に郡山商業銀行本店を本店所在地として東邦銀行が成立した。なお、前身3行はいずれも県北地域を地盤としておらず、県庁所在地の福島市に支店を有していなかったため、1942年12月に福島支店を開設（1946年に福島支店に本店を移転、旧本店に郡山支店を設置）、1944年には常陽銀行の梁川・桑折支店を譲り受け、県北地域の支店網拡充を図った。
合併後、1942年に三春銀行、猪苗代銀行、岩瀬興業銀行を、1943年には矢吹銀行、田村実業銀行、磐東銀行の各行を合併し、1944年には福島貯蓄銀行をさらに合併した。同年、福島県農工銀行が日本勧業銀行によって吸収合併されたことにより福島県における一県一行が完成を見た。

### 店舗政策

#### 県内店
2014年4月1日、平支店をいわき営業部に改称、昇格した。これにより同行の営業部は、既存の本店、郡山と合わせ3店舗となる。また、2022年9月5日に会津支店を会津営業部に改称、昇格した。この結果、現在、同行の営業部は、4店舗となっている。
また2016年4月21日には、福島第一原子力発電所事故によって休業中の楢葉支店（楢葉町）の営業を再開するほか、その他の休業店も避難指示の解除に伴い順次営業を再開する方針である。

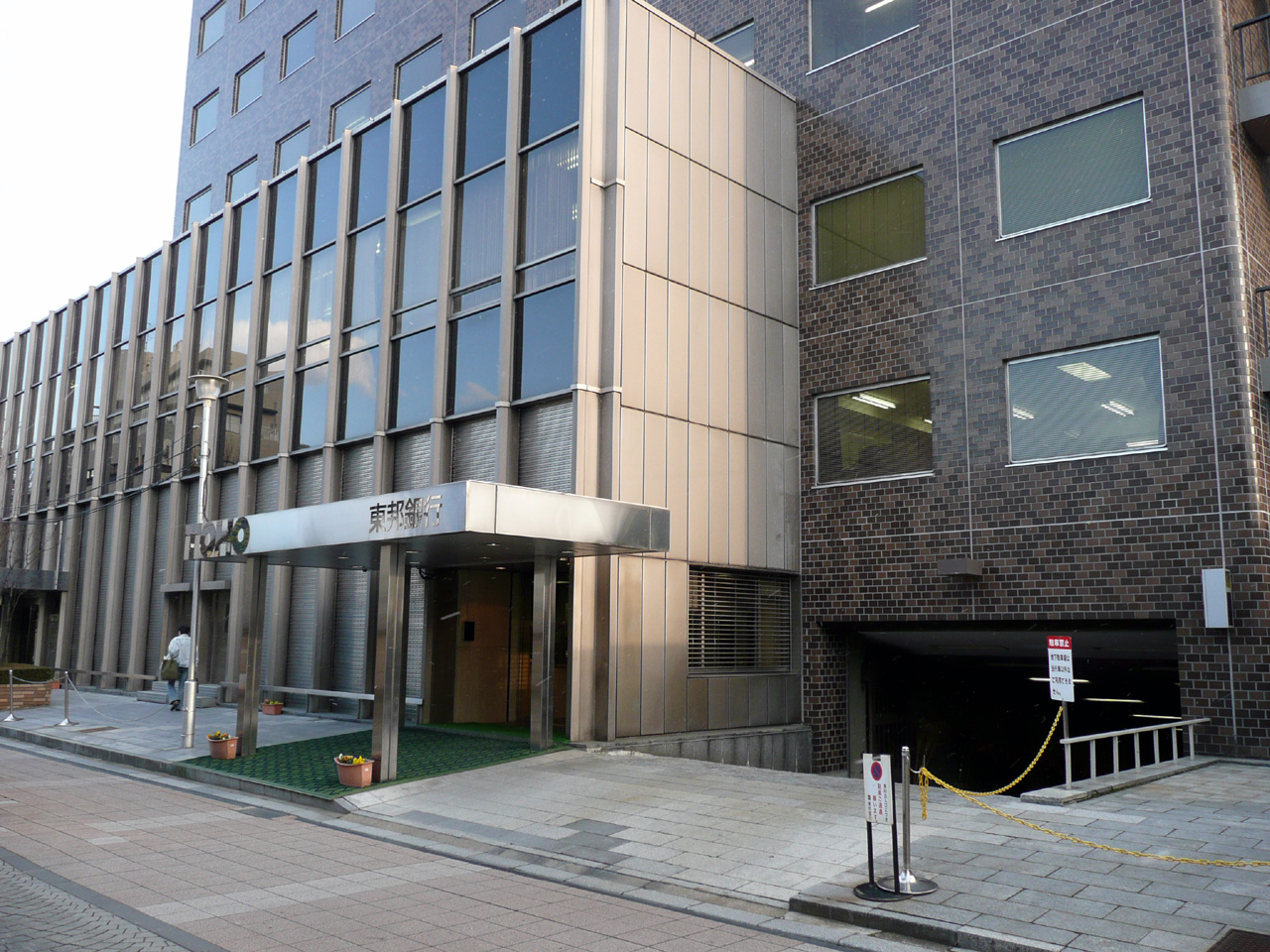
本店営業部入口
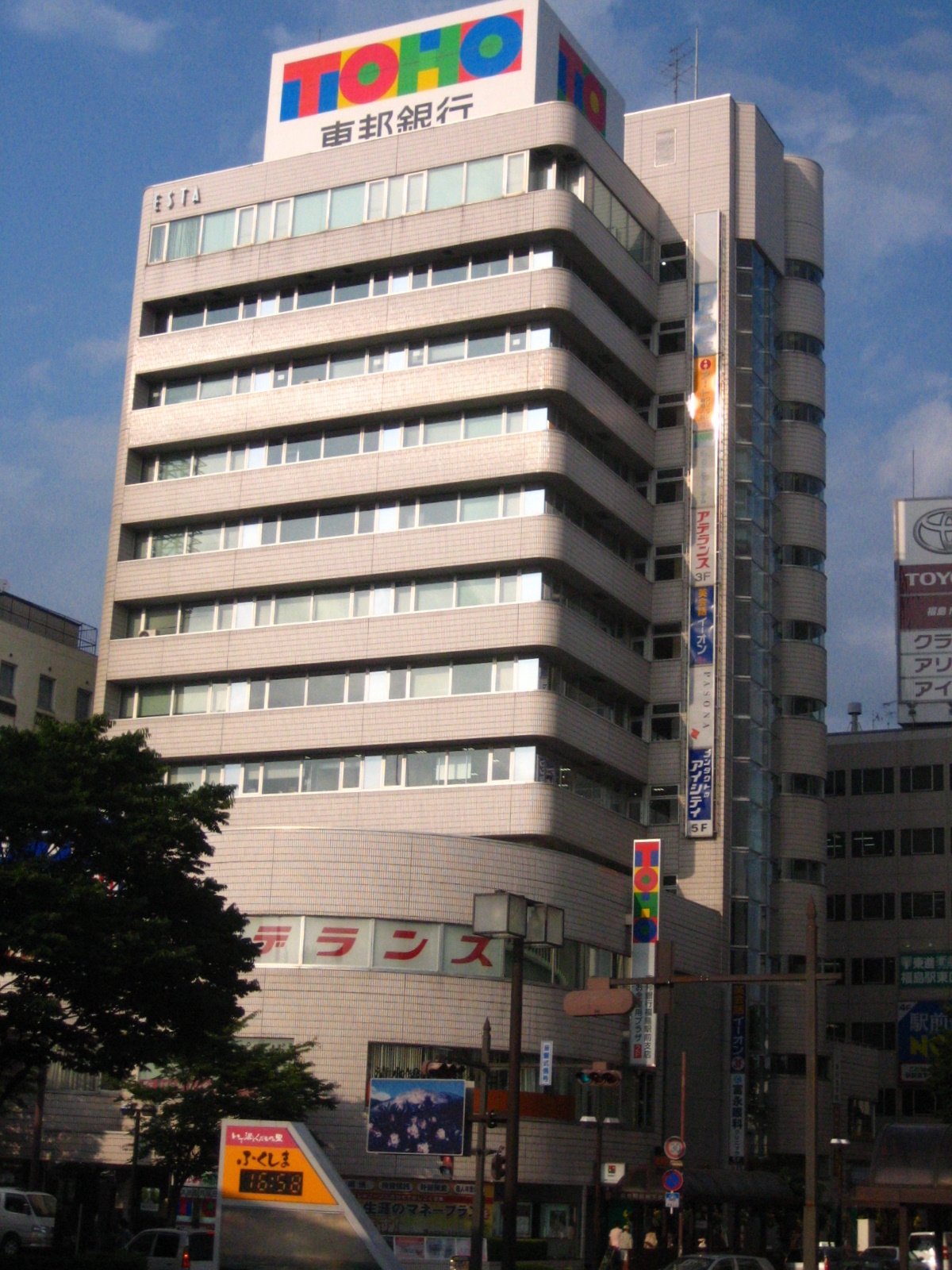
福島駅前支店（エスタビル内）
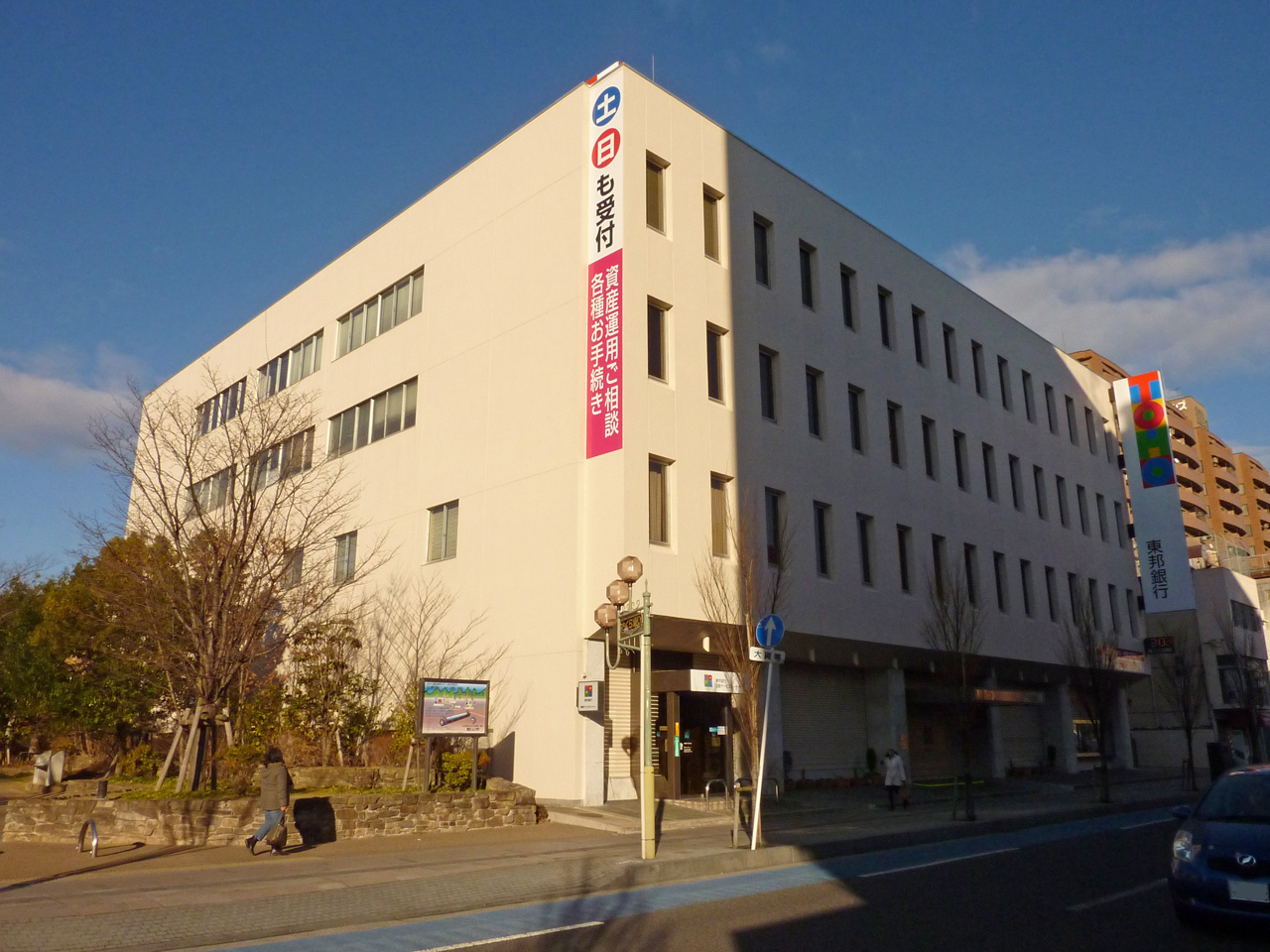
発祥の地郡山市の郡山営業部

#### 県外店舗
東京都内に2店舗（東京支店（中央区京橋）および新宿支店）、茨城県内に2店舗（日立支店および水戸支店）をそれぞれ開設しているほか、栃木県（宇都宮支店）および新潟県（新潟支店）にも支店を開設している。
宮城県仙台市には4店舗（仙台支店、仙台東支店、仙台泉支店、仙台南支店）を開設。また同県名取市にも支店を設置する。このほか、2016年4月27日には山形県米沢市にも支店を新設した。

#### インターネット
2005年にインターネットバンキングの取り扱いを開始し、2009年にはインターネット支店を開設した。

#### 店舗コード
店舗コードは、100番単位で地域別に割り振られている。
インターネット支店の店舗コードは、730。
| 店舗コード | 地区     | 市郡                                                                                     | 店舗コード |
| ---------- | -------- | ---------------------------------------------------------------------------------------- | --- |
| 100番台    | 福島     | 福島市、二本松市、伊達市、伊達郡                                                         | 101 本店営業部 103 県庁支店 104 万世町支店 105 中町支店 106 瀬上支店 107 飯坂支店 108 桑折支店 109 保原支店 110 梁川支店 111 川俣支店 112 飯野支店 113 二本松支店 114 南福島支店 115 東福島支店 116 泉支店 117 北福島支店 118 福島駅前支店 119 蓬莱支店 120 福島市役所支店 121 福島中央市場支店 122 笹谷支店 123 西福島支店 124 渡利支店 125 松山支店 126 泉支店清水出張所 127 方木田支店 128 大森支店 129 平野支店 130 福島医大病院支店 131 福島西中央支店 132 国見支店                                                      |
| 200番台    | 郡山     | 郡山市、須賀川市、田村市、本宮市、田村郡、岩瀬郡                                         | 200 郡山営業部 202 郡山大町支店 203 郡山駅前支店 204 郡山南支店 205 本宮支店 206 須賀川支店 207 三春支店 208 船引支店 209 小野支店 210 富久山支店 211 安積支店 212 郡山卸町支店 213 菜根支店 214 郡山市役所支店 215 桑野支店 216 長者支店 217 郡山支店池ノ台出張所 218 大槻支店 219 新さくら通り支店 220 郡山北支店 221 菜根支店開成出張所 222 郡山東支店 223 須賀川東支店 224 鏡石支店 225 郡山荒井支店 226 西ノ内支店 227 希望ヶ丘支店 228 富田支店 229 郡山総合卸市場支店 230 須賀川西支店 232 八山田支店 233 郡山金屋支店 |
| 300番台    | 白河     | 白河市、西白河郡、石川郡、東白川郡                                                       | 301 白河支店 302 矢吹支店 303 石川支店 305 棚倉支店 306 塙支店 307 白河市役所支店 308 白河西支店 309 浅川支店 310 新白河支店 |
| 400番台    | 会津     | 会津若松市、喜多方市、耶麻郡、河沼郡、大沼郡、南会津郡                                   | 401 会津営業部 402 会津一之町支店 403 会津本町支店 404 猪苗代支店 405 塩川支店 406 喜多方支店 407 坂下支店 408 高田支店 410 会津下郷支店 411 田島支店 412 山口支店 413 只見支店 414 川口支店 415 会津支店会津若松卸市場出張所 416 会津若松市役所支店 417 竹田綜合病院支店 418 花春町支店 419 会津支店会津若松駅前出張所 420 門田支店 421 滝沢支店 422 会津アピオ支店 423 ローンプラザ会津支店 |
| 500番台    | 相双     | 南相馬市、相馬市、双葉郡                                                                 | 501 原町支店 502 相馬支店 503 小高支店 504 浪江支店 505 富岡支店 506 双葉支店 507 楢葉支店 508 原町東支店 509 大熊支店 |
| 600番台    | いわき   | いわき市                                                                                 | 601 いわき営業部 602 平西支店 604 湯本支店 605 小名浜支店 606 江名支店 607 植田支店 608 勿来支店 610 平支店いわき中央卸市場出張所 611 錦支店 612 谷川瀬支店 613 四倉支店 614 いわき泉支店 615 平支店郷ヶ丘出張所 616 神谷支店 617 いわき鹿島支店 618 平支店いわきニュータウン出張所 619 いわき大原支店 |
| 700番台    | 福島県外 | 東京都、宮城県仙台市・名取市、茨城県日立市・水戸市、栃木県宇都宮市、新潟市、山形県米沢市 | 701 東京支店 702 仙台支店 703 日立支店 704 宇都宮支店 705 水戸支店 706 新潟支店 707 新宿支店 708 仙台東支店 710 名取支店 711 米沢支店 712 仙台泉支店 713 仙台南支店 |

### 法人市場対策
産学連携協定
2006年3月に福島大学と、2007年6月に会津大学と、同年11月に日本大学工学部と、2009年1月に福島工業高等専門学校と、2010年7月福島県立医科大学と連携協力協定を締結。地域の発展や、産業の振興を図るための相談支援体制を整えている。

## 沿革
- 1941年（昭和16年）11月4日 - 郡山商業銀行[注 2]、会津銀行、白河瀬谷銀行が合併して、新たに福島県郡山市に株式会社東邦銀行を設立。
- 1942年（昭和17年）8月 - 三春銀行、猪苗代銀行、岩瀬興業銀行の営業を譲受。
- 1943年（昭和18年）2月 - 矢吹銀行、田村実業銀行、磐東銀行の3行を合併。
- 1944年（昭和19年）11月 - 福島貯蓄銀行を合併。
- 1946年（昭和21年）12月 - 本店を福島市に移転。
- 1947年（昭和22年）4月 - 福島県金庫事務を受託。
- 1956年（昭和31年） - 初の県外支店である東京支店を開設。
- 1967年（昭和42年） - 新本店落成。
- 1973年（昭和48年）4月 - 東証2部に株式上場。
- 1974年（昭和49年）2月 - 東証1部へ指定替え。
- 1976年（昭和51年） - 総合オンラインシステム稼動。
- 1981年（昭和56年） - 預金1兆円達成。
- 1983年（昭和58年） - 証券業務取り扱い開始。
- 1994年（平成6年）
  - 4月 - 信託業務に参入。
  - 7月 - 新事務センター竣工。
- 1996年（平成8年） - 山形支店（山形市）の廃止に伴い、同店の営業の一部を荘内銀行山形支店（現・山形営業部）へ譲渡。建物は同行に売却。
- 2001年（平成13年）12月7日 - 秋田銀行宇都宮支店廃止に伴い、同店から営業の一部を譲受。
- 2003年（平成15年） - セブン銀行とのコンビニATM利用提携を開始。
- 2005年（平成17年） - インターネットバンキングシステムが稼動。
- 2007年（平成19年） - 銀行クレジットカード「東邦Always」の取扱を開始。
- 2008年（平成20年）11月 - 秋田銀行、山形銀行、七十七銀行および常陽銀行と、それぞれATM出金手数料無料提携を開始。
- 2009年（平成21年）
  - 3月 - イーネット・ローソンATMとのコンビニATM利用提携を開始。
  - 3月 - 子会社「東邦ビジネスサービス株式会社」、「東邦不動産サービス株式会社」、「東邦スタッフサービス株式会社」の3社を解散[16]。
  - 4月 - 足利銀行とのATM出金手数料無料提携を開始。
  - 8月3日 - インターネット支店を開業。
- 2010年（平成22年）1月18日 - イオン銀行とのATM提携（出金のみ、有料）を開始。
- 2011年（平成23年）
  - 3月11日 - 東日本大震災とそれに伴う福島第一原子力発電所事故が発生。最大で29店舗が休業し、預金通帳・印鑑なしで10万円の引き出すに応じるなど被災者の支援を開始[3]。
  - 4月1日 - 陸上競技部を創部[17]。
- 2012年（平成24年）
  - 3月 - 株式会社とうほうスマイルを設立。
  - 7月23日 - 移動ATM車「ふるさと・ふくしま号」を導入、7月26日より稼働開始[18]。
  - 11月15日 - 東日本大震災および福島第一原発事故にによる新潟県内への避難者支援で第四銀行とATM提携（出金時の他行手数料を除外）を開始[19]。
- 2013年（平成25年）
  - 3月13日 - 北海道新幹線新函館北斗駅開業に向け、交流促進を主眼とした北海道銀行と東北地銀10行それぞれとの連携強化をめざした業務提携の基本合意を締結。事業者の交流促進のほか、東日本大震災・福島第一原子力発電所事故に伴う北海道内の避難者支援なども提携目的としている（名称は「東北・北海道地区交流促進地銀連携事業」）[20][21]。
  - 4月1日 - 郡山支店を営業部に昇格。
  - 5月20日 - 東日本大震災・福島第一原子力発電所事故に伴う北海道・千葉県内避難者支援で、北海道銀行および千葉銀行とATM提携（出金時の他行手数料を除外）を開始。
  - 6月17日 - 東日本大震災・福島第一原子力発電所事故に伴う首都圏内避難者支援で横浜銀行、東京都民銀行（現：きらぼし銀行）、武蔵野銀行とATM提携（出金時の他行手数料を除外）を開始。
  - 7月 - 新宿支店と新潟支店を空中店舗化[22]。
  - 9月9日 - 東日本大震災・福島第一原子力発電所事故に伴う長野県・群馬県内避難者支援で八十二銀行および群馬銀行とATM提携（出金時の他行手数料を除外）を開始。
- 2014年（平成26年）
  - 4月1日 - 平支店を、いわき営業部に昇格。
  - 4月1日 - 持分法適用会社である東邦コンピューターサービスが東邦情報システムを吸収合併。東邦情報システムに商号変更。
  - 5月27日 - 名取支店を開設。
  - 7月31日 - ユーラスエナジーホールディングスが福島県矢吹町と中島村にまたがる敷地に建設中の太陽光発電にプロジェクトファイナンスを組成。福島銀行と共に39億円の融資を実行すると発表[23]。
  - 9月18日 - 千葉銀行など地銀6行と市場・国際業務の連携強化に関する協定書を締結[24][25]。
  - 10月6日 - 社内保育所を開設[26][27]。
  - 10月24日 - 福島県飯舘村の「いいたてまでいな太陽光発電株式会社」にアレンジャーとしてシンジケートローンを組成したと発表[28]。
- 2015年（平成27年）4月7日 - 移動銀行車「とうほう・みんなの移動店舗」営業開始[29]。
- 2016年（平成28年）
  - 3月16日 - TSUBASA金融システム高度化アライアンス参加しフィンテック技術の調査、研究を担う共同出資会社への参画を表明[30][31]。
  - 4月1日 - 総額10億円の「とうほう・ふるさと総活躍応援ファンド」を設立[32]。
- 2018年（平成30年）7月2日 - 一部店舗で昼休みを導入（11時30分から12時30分まで、店舗のシャッターを下ろして窓口業務を完全休止）[33]。
- 2019年（平成31年/令和元年）
  - 4月1日 - 人材紹介業に参入[34]。
  - 10月29日 - プラスチックごみ削減への取り組みを宣言[35]。
- 2021年（令和3年）
  - 10月1日 - 福島県内のヨークベニマルに設置しているセブン銀行ATMの共同利用について2店舗から開始（現在は福島県内のヨークベニマル全店舗に拡大、ATM利用手数料は振込以外は無料。）[36][37][38]。
- 2024年（令和6年）
  - 12月9日 - 白河市内の白河支店、白河西支店、白河市役所支店について、建物の老朽化により白河市新白河一丁目の新建物内に移転[39][40]（各店舗の支店名や店番号などは維持[40]）。
- 2025年（令和7年）
  - 7月1日 - 子会社「東邦ITヒューマンソリューションズ」を設立[41]。
  - 7月31日 - 子会社「とうほう証券」が解散を決議。とうほう証券の顧客口座に関する権利義務は野村證券が承継した[42]。

## 情報処理システム
2012年4月、千葉銀行など、主に日本IBMメインフレームの勘定系システム採用行（予定行を含む）など5行で構成する、TSUBASA（翼）プロジェクトに参加することを表明した。

### 勘定系システム
富士通と共に開発にあたった勘定系システムであるPROBANKを導入しており、2011年9月20日には第2世代、2017年10月10日には第3世代へ移行している。また、2019年9月18日には、以前より参加していたTSUBASAアライアンスの基幹系システム共同化に基本合意し、2024年1月を目処に勘定系システムをリプレースする事を表明。2024年1月4日、共同システムの利用を開始した。

### 営業店システム
日立製作所開発のフレイア21プラスを採用している。

## ATMについて
東邦銀行ATMでの取り扱い時間は毎日8:00~21:00。ATMコーナーにより営業日・営業時間が異なる。
同行のATM では、MYキャッシュポイントによる山形銀行と七十七銀行、秋田銀行、足利銀行、常陽銀行、第四北越銀行、北海道銀行、千葉銀行、横浜銀行、きらぼし銀行、武蔵野銀行、八十二銀行および群馬銀行のキャッシュカードによる出金については他行手数料を徴収していない（足銀のカードとは現金出金のみの提携）。
東日本大震災・福島第一原子力発電所事故による県外避難者支援の一環で、仙台駅3Fに設置し2012年10月31日より供用を開始した店舗外ATMは、仙台支店の店舗内ATMよりも稼働時間が長いほか、通常は県外店のATMでは対応していない通帳繰越にも対応している。また、同様に被災者支援等を目的に2013年6月には、イオンモール名取にも店舗外ATMを設置した。
他、2015年9月には山形県米沢市および山形市において、従来の移動ATMサービスから専用のATM設置を開始した。
同行では、第四北越銀行とATM提携（出金時の他行手数料無料化）を実施しているが、新たに県外避難者が多い都道府県の地銀とのATM提携拡大の検討が発表されていて、千葉銀行、北海道銀行、横浜銀行、東京都民銀行（現：きらぼし銀）、武蔵野銀行、八十二銀行、群馬銀行が加わった。

## スローガン・キャッチフレーズ
- こころときめいて、くらしかがやいて。
- すべてを地域のために

## 未来へのかけ橋　~Bridge for future~
福島ガイナックスがアニメーションを手掛ける、東邦銀行のCM。東邦銀行入社3年目の新米銀行員「日向さやか」は窓口業務担当として勤務していたが、転勤となり、初めて融資業務を担当することになる。地元のためにがんばる物語。福島県内の民放テレビ局の他、店舗やATMコーナーでも放映されている。
CMに登場する店舗は、建物の構造や外観から、北福島支店だと思われるが、公表されていない。

## 関連財団・メセナ
- 一般財団法人 とうほう地域総合研究所
- 公益財団法人 東邦銀行教育・文化財団
- 財団法人尾瀬保護財団
- 小さな親切運動福島県本部事務局

上記のほか、金融教育、育英会運営、地域ボランティア、取引先事業所の人材教育などを行なっている。

## ネーミングライツ
2013年、福島県から福島県営あづま陸上競技場の命名権（ネーミングライツ）を取得。愛称がとうほう・みんなのスタジアムに決まった（金額は5年で総額5,250万円）。あづま陸上競技場をホームスタジアムで使用している福島ユナイテッドFCのスポンサーを担うほか、陸上競技部も擁していることもあり、命名権を取得した。
2016年3月7日、創立75周年記念事業の一環として県から福島県文化センターの命名権を取得。同年4月1日から「とうほう・みんなの文化センター」の愛称が使用される。契約期間は5年。

### 注
1. ↑  譲渡性預金を含む
2. ↑  東邦銀行設立前の1937年10月に白河実業銀行、1939年3月に川俣銀行を合併している。
3. ↑  東邦銀以外を幹事行とする共同ATMおよび、常陽銀をはじめとした茨城県内に本店を置く各金融機関が共同で参加・展開している「I-NET共同出張所」を除く。
4. ↑  新潟県・群馬県を除くと福島県周辺の地銀とのATM提携は既に震災前から実施済みである。